# Slowenische Riviera
Slowenische Riviera (slowenisch Slovenska obala) bezeichnet den etwa 46 Kilometer langen Anteil Sloweniens an der Adriaküste. Als Teil der Istrischen Riviera erstreckt sich der Küstenstreifen im Norden der Halbinsel Istrien zwischen der italienischen Grenze im Norden und der kroatischen im Süden. In Bezug auf die Küstenorte beginnt er bei Ankaran und endet bei Sečovlje und seinen Salinen im Mündungsbereich der Dragonja.
Der Begriff Riviera leitet sich vom italienischen bzw. französischen Wort „riva“ oder „rive“ für Ufer ab und bezeichnete ursprünglich den französisch-italienischen Küstenabschnitt des Ligurischen Meeres.
Der vom venezianischen bzw. italienischen Bau- und Lebensstil geprägte Landstrich besteht zum großen Teil aus felsigen Küsten mit mehreren Jacht- und Fischereihäfen. Die Städte entlang dieser Küste weisen oftmals malerische Altstädte auf. Die wichtigsten Städte sind Koper (italienisch: Capodistria), Izola (italienisch: Isola), Piran (italienisch: Pirano) und das Seebad Portorož (italienisch: Portorose).

## Bilder

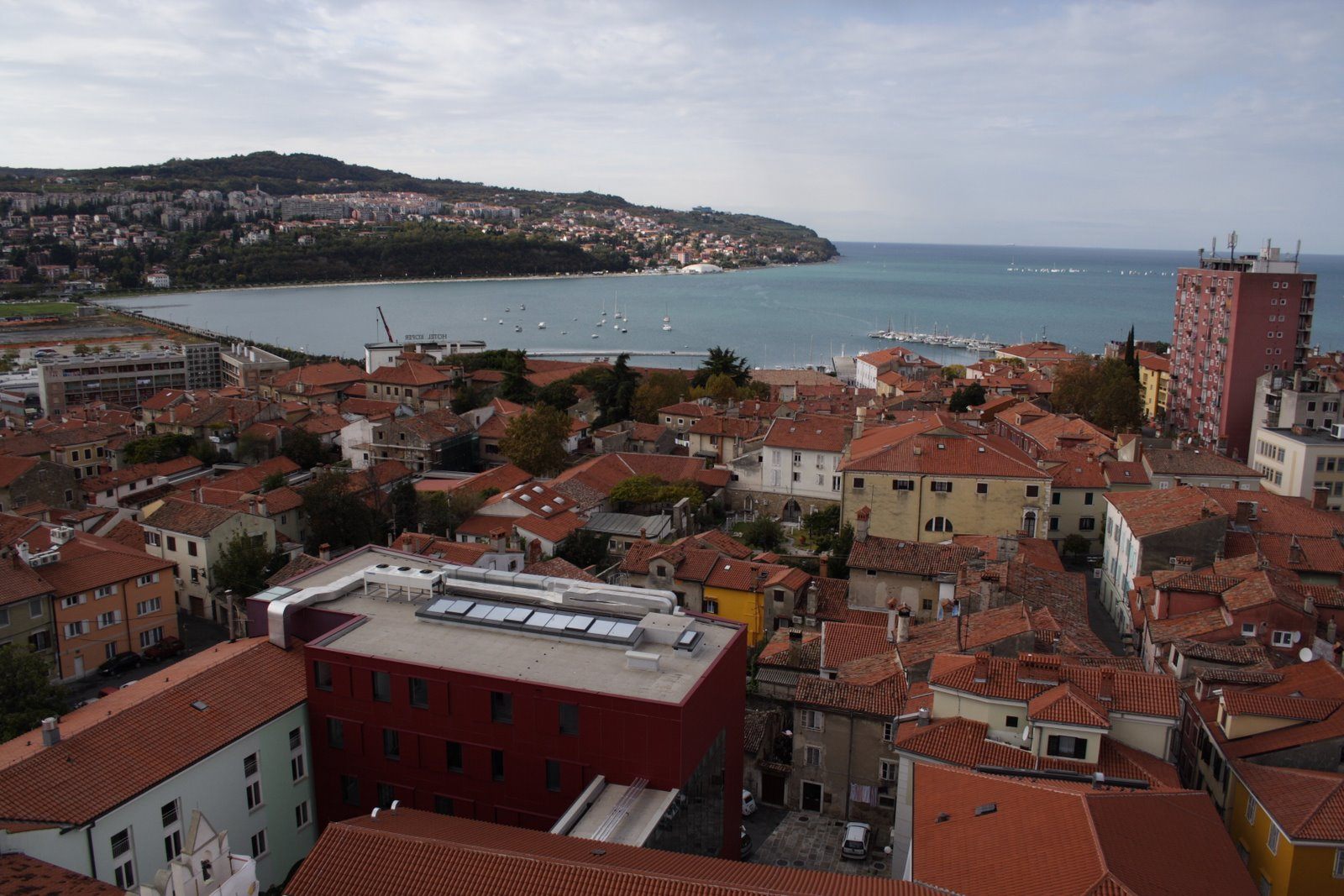
Koper
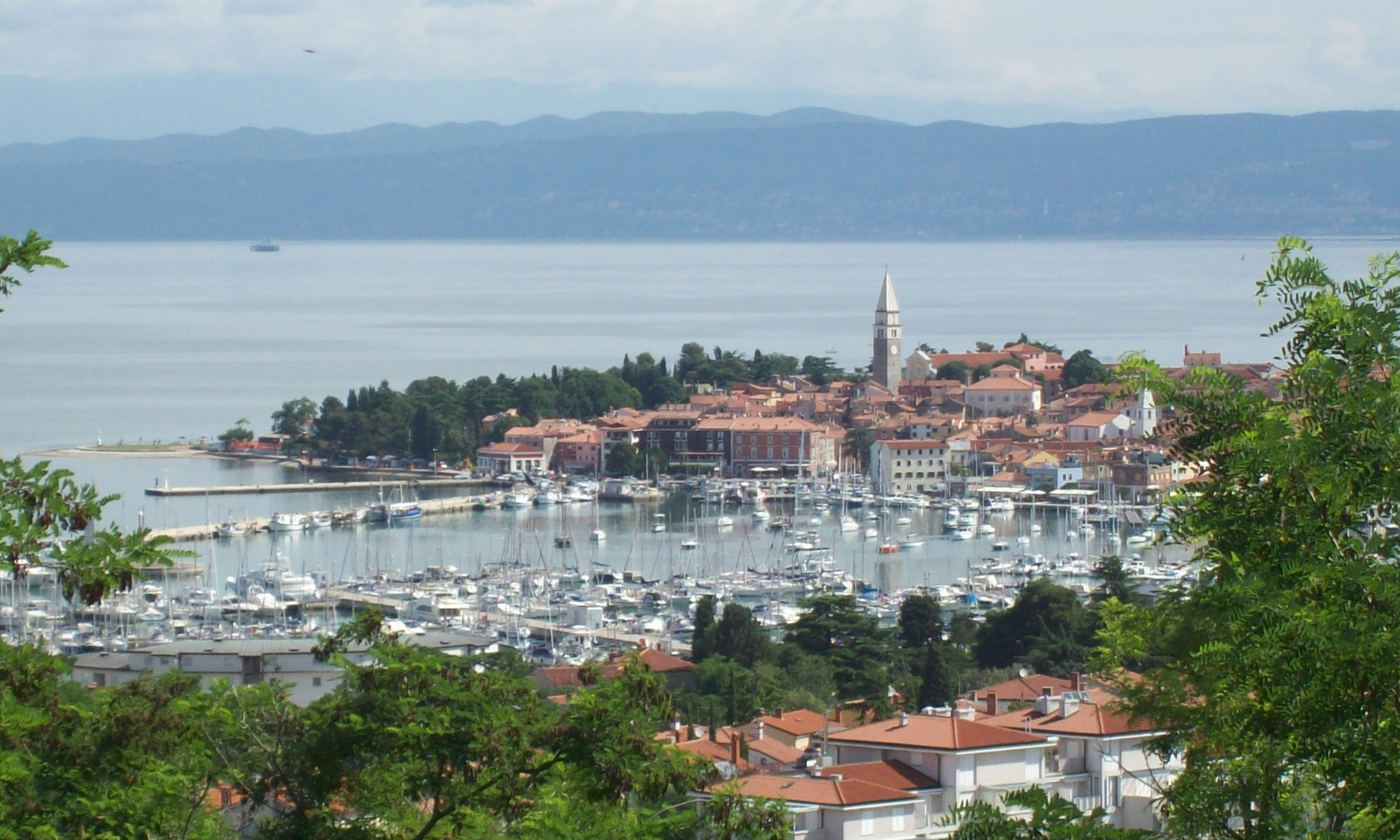
Izola
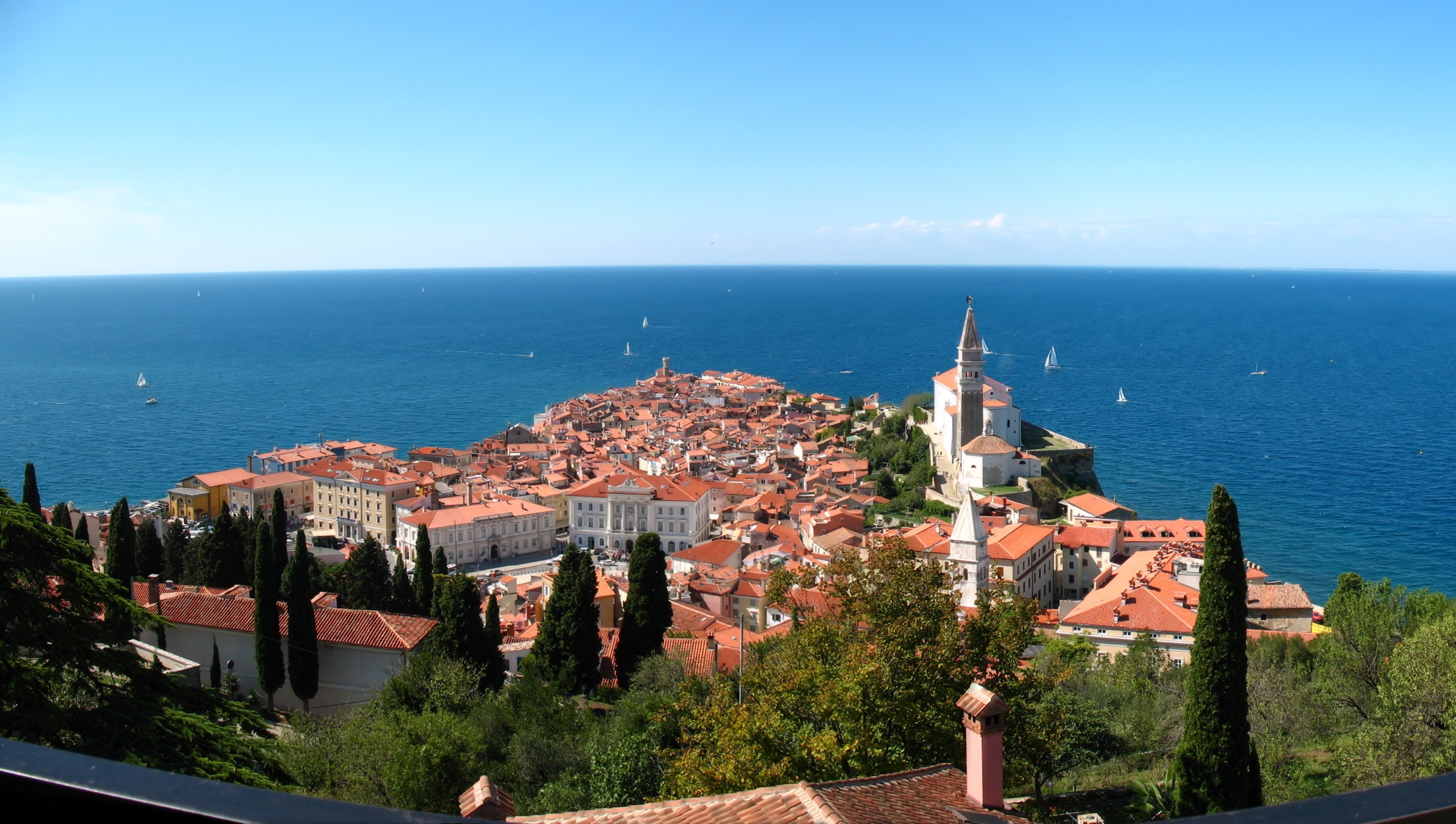
Piran
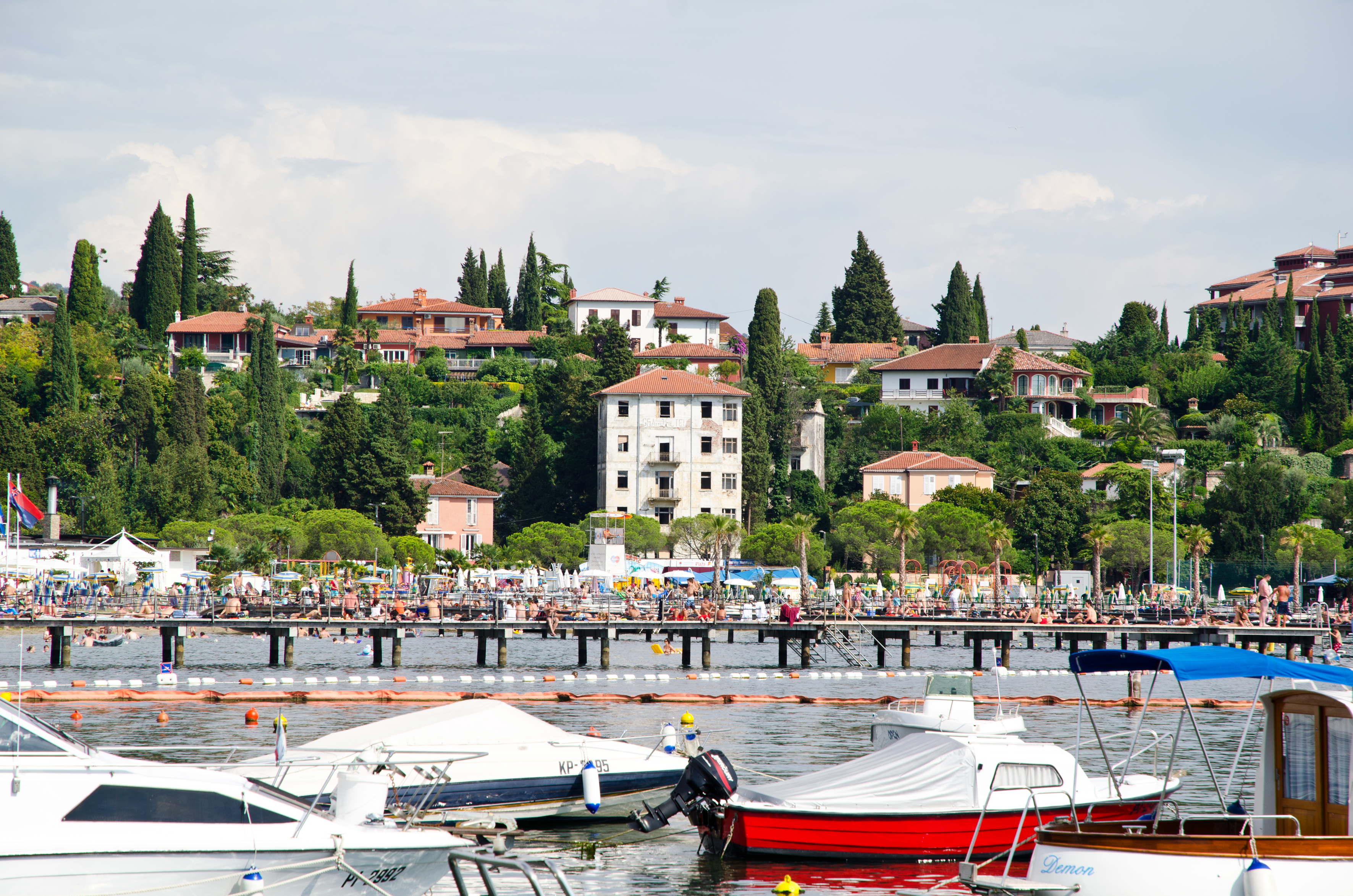
Portorož